# داش وايلدر
داش وايلدر (بالإنجليزية: Dash Wilder)‏ هو مصارع محترف أمريكي، ولد في 17 مايو 1987 في رالي في الولايات المتحدة.

## وصلات خارجية
- داش وايلدر على موقع دبليو دبليو إي (الإنجليزية)
- داش وايلدر على موقع WrestlingData.com (الإنجليزية)
- داش وايلدر على موقع CageMatch worker (الإنجليزية)
- داش وايلدر على موقع قاعدة بيانات المصارعة على الإنترنت (الإنجليزية)
- داش وايلدر على موقع عالم المصارعة على الإنترنت (الإنجليزية)
- داش وايلدر على موقع عالم المصارعة على الإنترنت (الإنجليزية)
- داش وايلدر على موقع IMDb (الإنجليزية)
- داش وايلدر على موقع قاعدة بيانات الفيلم (الإنجليزية)